# Hatiora
Hatiora és un gènere de plantes epífites que pertanyen a la família de les cactàcies i que són natives del Brasil. Hatiora salicornioides és l'espècie més coneguda. Ara aquest gènere inclou també les espècies anteriorment anomenades Rhipsalidopsis.

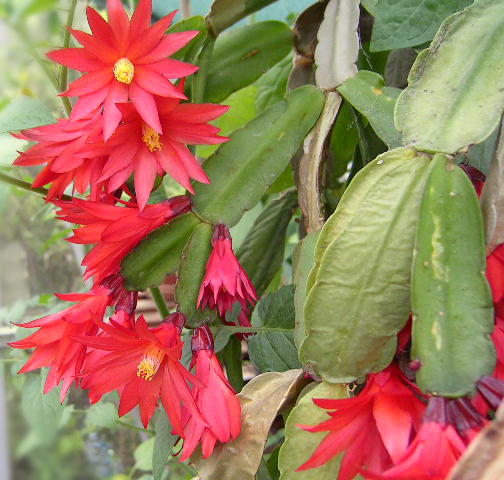
Hatiora gaertneri

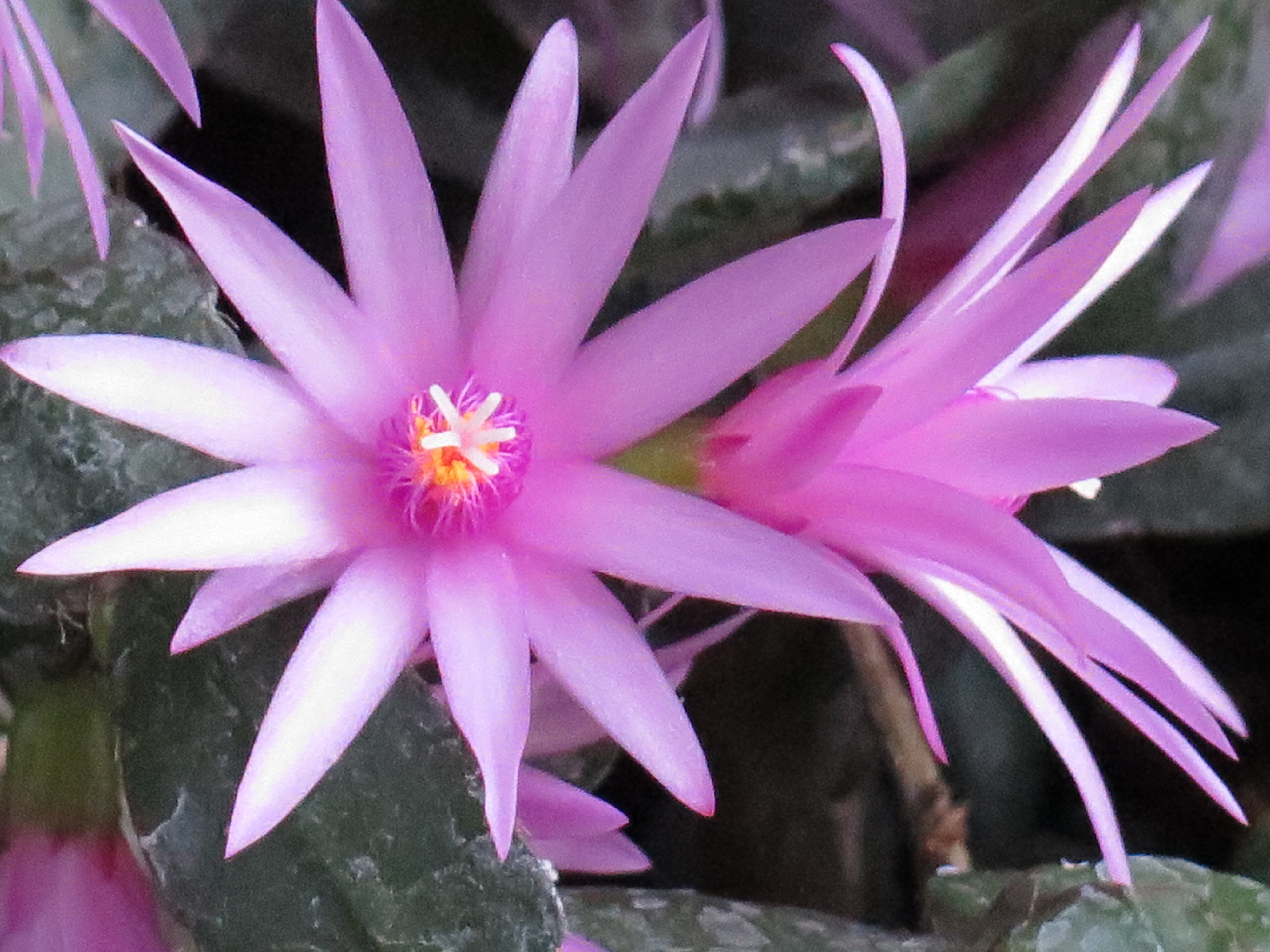
Hatiora rosea

## Descripció
Les espècies del gènere Hatiora creixen epífites o litòfites. Són arbustives ramificades. La seva primera posició és vertical i més tard s'estenen o pengen. Les tiges amb seccions angulars cilíndriques o aplanades alades fan fins a 5 cm de llarg. La floració es produeix en arèoles terminals amb espines absents o com a truges suaus.
Les flors amb simetria radial, en forma de campana, groc, rosa o vermell apareixen en les puntes dels brots. El tub de la corol·la és curt. Els fruits són petits esfèrics i calbs. Contenen llavors de color marró o negre d'1 mil·límetre de llarg.

## Taxonomia
El gènere va ser descrit per Britton i Rose i publicat a The Standard Cyclopedia of Horticulture 1432. 1915.
Etimologia
Hatiora: nom genèric atorgat en honor del matemàtic, astrònom i explorador anglès Thomas Hariot (1560-1621), en forma d'un anagrama del seu nom.
Comprèn 16 espècies descrites i d'aquestes, només 7 acceptades.
- - Hatiora herminiae (Porto & Castell.) Barthlott
  - Hatiora epiphylloides (Porto & Werderm.) Buxbaum
  - Hatiora gaertneri (Regel) Barthlott
  - Hatiora pentaptera (Pfeiff. ex A. Dietr.) Lem.
  - Hatiora rosea (Lagerh.) Barthlott
  - Hatiora salicornioides (Haw.) Britton & Rose
  - Hatiora × graeseri Barthlott ExD.R.Hunt – híbrid de Hatiora gaertneri i Hatiora rosea.